# 符号誤り率
通信において、誤り率は、指定時間間隔の間に送られる、符号（ビット）、データエレメント、キャラクタ、ブロックの総数に対する、誤って受信した符号（ビット）、データエレメント、キャラクタ、ブロックの数の比率である。
最も一般的に利用される比率は符号誤り率（英語: BER: Bit Error Rate）である。

## 概要
符号誤り率の例として、(a) 「transmission BER」すなわち受信した誤り符号の数を送信された符号の総数で割ったものと、(b)「information BER」 すなわち受信した復号された（誤り訂正された）誤り符号の数を送信された復号された（誤り訂正された）符号の総数で割ったものである。
それぞれの速度における95%の信頼区間のためのテスト時間は、以下である：
- 40 Gbit/s (STM-256 or OC-768): 1 s
- 10 Gbit/s (STM-64 or OC-192): 3 s
- 2.5 Gbit/s (STM-16 or OC-48): 12 s
- 622 Mbit/s (STM-4c or OC-12): 48 s
- 155 Mbit/s (STM-1 or OC-3): 3.2 min
- 64 Mbit/s (STM-1 or stnd)  : 6.4 min

情報源: Federal Standard 1037C 及び MIL-STD-188
テスト時間tはGaussian error distributionをもちいて以下のように表せる
{\displaystyle t=-{\frac {\ln(1-c)}{b*r}}}
ここで、cは信頼レベルの度合い、bはBERの上限、rは符号率を示す。高速シリアル通信のためのBER測定に関しては次の専門的な論文を参照。
通常、デジタル通信システムの機能を記述するために、BERカーブをプロットする。
光通信において、BER(dB)対受信電力(dBm)が通常使われる。
無線通信においては、BER(dB)対SNR(dB)が使われる。
そのようなBERカーブのための曲線の当てはめは、多くの研究活動を引き付ける興味深いトピックである。

## 数学的原理
BERは電気的ノイズw (t)による符号誤りの確率である。
バイポーラNRZを考慮すると、
"1" において{\displaystyle x_{1}(t)=A+w(t)}、"0"において{\displaystyle x_{0}(t)=-A+w(t)}である。
{\displaystyle x_{1}(t)}と{\displaystyle x_{0}(t)}は{\displaystyle T}と言う期間を持つ。
雑音には{\displaystyle {\frac {N_{0}}{2}}}と言うスペクトル密度があり、
{\displaystyle x_{1}(t)}は{\displaystyle {\mathcal {N}}\left(A,{\frac {N_{0}}{2T}}\right)}であり、
{\displaystyle x_{0}(t)}は{\displaystyle {\mathcal {N}}\left(-A,{\frac {N_{0}}{2T}}\right)}である。
BERに戻り、符号誤りの確率は{\displaystyle p_{e}=p(0|1)p_{1}+p(1|0)p_{0}}である。
{\displaystyle p(1|0)=0.5\,\operatorname {erfc} \left({\frac {A+\lambda }{\sqrt {N_{o}/T}}}\right)}
{\displaystyle p(0|1)=0.5\,\operatorname {erfc} \left({\frac {A-\lambda }{\sqrt {N_{o}/T}}}\right)}
erfcは相補誤差関数である。
最終的な表現を表すために、信号{\displaystyle E=A^{2}T}の平均エネルギーを使うことができる：
{\displaystyle p_{e}=0.5\,\operatorname {erfc} \left({\sqrt {\frac {E}{N_{o}}}}\right).}

## さまざまなBER特性

### PSK

BPSK, QPSK, 8-PSK,16-PSK（位相変調）
差動位相変調(DPSK),BPSK
差動位相変調(DPSK),BPSK

## %ES
%ES(Errored Seconds)は、測定時間全体に対する1秒間に1個以上の符号誤りが存在する秒の割合を百分率で表した評価尺度である。
100から%ESの測定値を引いた値を%EFS(Error Free Seconds)という。

## %SES
%SES(Severely Errored Seconds)は、測定時間全体のうちで、1秒間の符号誤り率が1000分の1を超える符号誤り時間率を百分率で表した評価尺度である。
1000分の1未満はカウントしない。よって%SESの測定値は%ESと比較して小さい。
BERがランダム性の符号誤りに適しているのに対し、%SESはバースト性の符号誤りに適している。